# Stańczycy

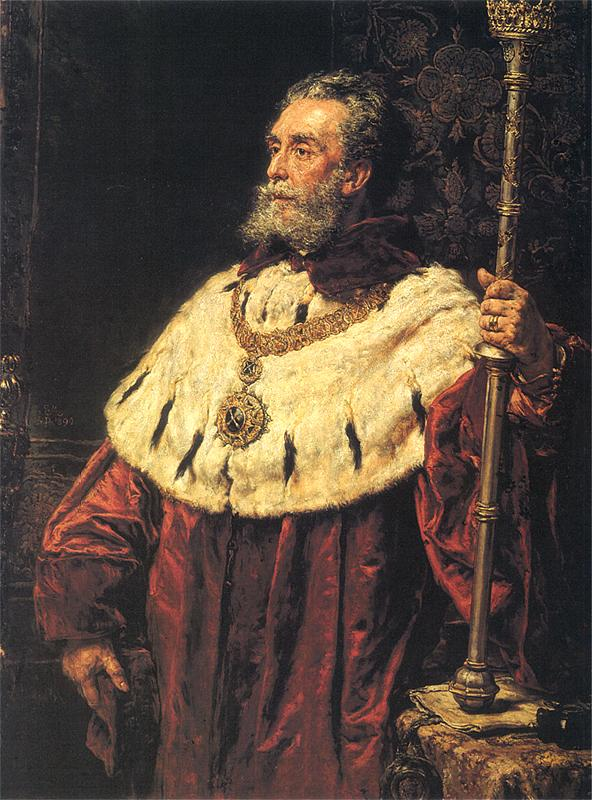
Jan Matejko, Portret Stanisława Tarnowskiego, 1890

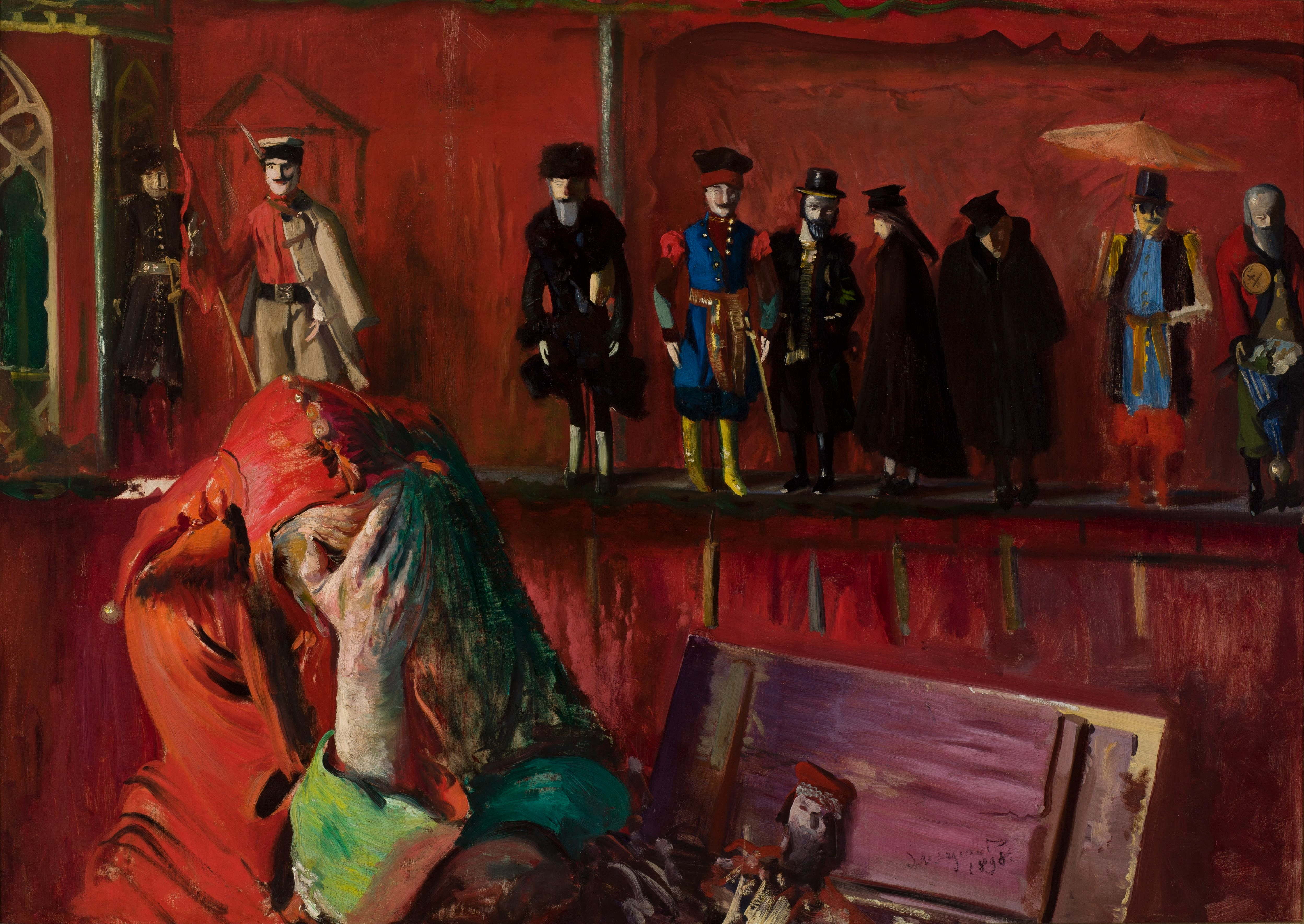
Leon Wyczółkowski, Stańczyk, 1898

Stańczycy – ugrupowanie polityczne w Galicji, powstałe w latach 60. XIX wieku. Nazwa ugrupowania wzięta została od pamfletu politycznego Teka Stańczyka (1869), opublikowanego na łamach „Przeglądu Polskiego”. Głównymi działaczami ugrupowania byli Stanisław Tarnowski, Józef Szujski, Stanisław Koźmian i Walerian Kalinka, a organami prasowymi dziennik „Czas” i miesięcznik „Przegląd Polski”. 
We wspomnianej Tece w formie fikcyjnych listów politycznych rzekomo pisanych przez Stańczyka (nadwornego błazna polskich królów) grupa wyrażała poglądy konserwatywne. Stańczycy obarczali naród polski winą za utratę niepodległości, wytknęli mu rozliczne wady i skłonność do anarchii, dowodzili, że monarchia pod rządami cesarza Franciszka Józefa stanowi pod względem ideowym kontynuację dawnego państwa polskiego i dlatego należy z nią współdziałać. Jadowita satyra atakująca przeszłość narodową, a zwłaszcza powstania, spotkała się z rozlicznymi protestami. Jednocześnie byli przeciwko tendencyjnemu przekształcaniu dziejów Polski. Uważali, że przyczyn jej upadku trzeba szukać w jej błędach, a te należy dobrze poznać. Wedle stańczyków, narodowi należało mówić więc całą o nich prawdę, choćby najbardziej gorzką.
W ciągu lat 70. XIX wieku stańczycy, jako "młody" odłam krakowskich konserwatystów, stopniowo przejmowali kierownictwo tego stronnictwa od jego założycieli (należeli do nich Antoni Zygmunt Helcel i Paweł Popiel). W 1877 reprezentujący stańczyków Stanisław Koźmian został członkiem redakcji "Czasu", czyniąc z dziennika organ swojego ugrupowania. 
Stańczycy zmierzali do rozszerzenia praw narodowych w Galicji przy zachowaniu lojalności wobec Austrii. Dominowali w Kole Polskim w austriackiej Radzie Państwa. Stańczycy upatrywali w powstaniach narodowych i konspiracji przyczynę największych klęsk półwiecza. Wzywali do współpracy z zaborcą. Zwalczali tendencje rewolucyjne, optując za powolną, kontrolowaną przez elitę ewolucją społeczno-polityczną. Z obawą patrzyli na emancypację polityczną chłopstwa i robotników fabrycznych. W 1907 ugrupowanie przekształciło się w Stronnictwo Prawicy Narodowej.
Określenie "stańczycy" przylgnęło do całego środowiska krakowskich konserwatystów, choć pojęcia te nie są tożsame. Twórców tego stronnictwa, przewodzących mu od 1848 do lat 70. XIX wieku (Helcel, Popiel), określano jako "grono krakowskie". Natomiast kolejną generację konserwatystów, która skupiła się od końca XIX wieku wokół Klubu Konserwatywnego, określano wówczas jako "neokonserwatystów".
Leon Wyczółkowski na obrazie Stańczyk (1898) przedstawił stańczyków jako szereg bezwolnych marionetek. Równie krytycznie ocenił stańczyków Stanisław Wyspiański w dramacie Wesele (1901), w rozmowie Stańczyka z Dziennikarzem (akt II, scena 7), któremu królewski błazen wręcza kaduceusz („Naści, rządź! Masz tu kaduceus polski, mąć nim wodę, mąć”). Wyśmiewał ich także satyryk Kazimierz Bartoszewicz.